# ناحیه موهالس هوک
ناحیه موهالس هوک (به لاتین: Mohale's Hoek District) یکی از نواحی کشور لسوتو است که در جنوب غربی این کشور قرار دارد. مرکز این ناحیه شهر موهالس هوک است که تنها شهر ناحیه نیز به‌ شمار می‌آید.مساحت ناحیه موهالس هوک حدود ۳٬۵۳۰ کیلومتر مربع و جمعیت آن نزدیک به ۱۶۵٬۵۹۰ نفر است. این ناحیه از جنوب غرب با کشور آفریقای جنوبی و در داخل کشور با ناحیه مافتنگ در شمال غرب، ناحیه ماسرو در شمال، ناحیه تهبا-تسکا در شمال شرق، ناحیه نک قاچا در شرق و ناحیه قوتینگ در جنوب شرق هم‌مرز است.